# زوج الست (مسلسل)
زوج الست مسلسل اجتماعي ترفيهي سوري من إنتاج العام 2005، يلقي الضوء في إطار كوميدي على العلاقة بين الأزواج حينما تكون الزوجة ذات منصب إداري مسؤول في نفس المكان الذي يعمل بها زوجها. تدور أحداث المسلسل حول هادي وماجدة، زوجين موظفين في إحدى المؤسسات الحكومية، تشاء الظروف أن تستلم الزوجة منصب مدير عام في نفس المؤسسة، وتصبح مسؤولة عن زوجها، لتبدأ سلسلة من المفارقات والمواقف الكوميدية من حيث العلاقة الوظيفية بينه وبين مديرته في العمل. تتصاعد الأحداث عندما يعجز هادي بعاداته وتقاليده المتوارثة أن يستوعب أن زوجته هي مديرته في العمل، خاصة وأن الزوجة مديرة حازمة في الدائرة وتسعى لمحاربة الفوضى والفساد والرشوة والتسيب الوظيفي. هذا العمل من بطولة: أيمن زيدان، سوزان نجم الدين، والعديد من نجوم الدراما السورية اللامعين مثل سامية الجزائري ورفيق سبيعي وأيمن رضا وهدى شعراوي
تأليف زياد الريس، إخراج سيف الدين سبيعي.

## الممثلون
| اسم الممثل      | الدور                                 |
| --------------- | ------------------------------------- |
| أيمن زيدان      | هادي وديع هدهد                        |
| سوزان نجم الدين | ماجدة عبد الرحمن نظمي                 |
| سامية الجزائري  | أم هادي                               |
| رفيق السبيعي    | عبد الرحمن نظمي                       |
| هدى شعراوي      | أم رامز نظمي                          |
| أيمن رضا        | غسان أبو الغسن                        |
| زهير عبدالكريم  | أمجد أبو المجد                        |
| حسام تحسين بيك  | وديع هدهد                             |
| حسن دكاك        | موفق أحمد كوساية                      |
| حسن عويتي       | شاكر                                  |
| مانيا نبواني    | ديمة (رويتر)                          |
| فاتن شاهين      | نجاح                                  |
| رنا العظم       | بسمة هادي هدهد                        |
| قمر عمرايا      | غدير                                  |
| صفاء سلطان      | عتاب                                  |
| نوار بلبل       |                                       |
| ديانا فاعور     |                                       |
| صبحي الرفاعي    | أبو فاضل                              |
| محمد خاوندي     | مراقب الدوام                          |
| ريم درويش       |                                       |
| أحمد خليفة      |                                       |
| إيمان الجابر    | سماح                                  |
| وسيم الرحبي     |                                       |
| نضير لكود       | الوزير                                |
| بسام دكاك       | ماهر                                  |
| مازن لطفي       | أبو ربيع                              |
| أنسي الحاج      |                                       |
| روان مارديني    |                                       |
| فهد السكري      | سائق المديرة العامة (الفترة المسائية) |
| فاتن عيدو       |                                       |
| أحمد الخير      |                                       |
| طارق الشيخ      |                                       |
| رشا معروف       |                                       |
| ديما مشهور      |                                       |
| أماني الملا     |                                       |
| هند مريشة       |                                       |